# Gidseltagningen
Gidseltagningen er en dansk drama-tv-serie skrevet og instrueret af Kasper Barfoed efter idé af Adam Price og Søren Sveistrup. Serien havde premiere den 2. april 2017 på Kanal 5 og består af otte afsnit. Den omhandler en terroraktion i Københavns Metro hvor 15 mennesker bliver taget som gidsler. Serien følger den tidligere soldat Philip Nørgaard (Johannes Lassen), der som leder af PETs Terror Task Force skal forsøge at redde gidslerne.
Research til serien bygger bl.a. på samtaler med den danske fotograf Daniel Rye, der sad som gidsel i 398 dage hos terrororganisationen Islamisk Stat i Syrien.